# El Recreo (Michoacán)
El Recreo es una localidad del estado mexicano de Michoacán. Es parte del municipio de Apatzingán.

## Demografía
| Gráfica de evolución demográfica |
|                                  |

| Censo | Población |
| ----- | --------- |
| 1900  |           |
| 1910  |           |
| 1921  | 24        |
| 1930  | 18        |
| 1940  | 53        |
| 1950  | 90        |
| 1960  | 577       |
| 1970  | 632       |
| 1980  | 691       |
| 1990  | 875       |
| 2000  | 881       |
| 2010  | 831       |
| 2020  | 1 122     |